# SJ T23
Die Baureihe T23 ist eine schwedische Diesellokomotive der Statens Järnvägar (SJ) für Normalspur. Diese Baureihe entstand durch Umbau von 15 schmalspurigen Lokomotiven der Baureihe Tp (891 mm), für die durch Umbau von Schmalspurstrecken auf Normalspur und durch Stilllegungen kein Bedarf mehr vorhanden war.

## Geschichte
Die SJ kaufte in der Mitte der 1950er Jahre 25 Schmalspur-Diesellokomotiven, um Dampflokomotiven auf den Schmalspurstrecken zu ersetzen. Durch die Stilllegung von Strecken kam es Mitte 1960er Jahre zu einem Überbestand bei dieser Baureihe. Da die Loks nicht verkauft werden konnten, wurde beschlossen, 15 Stück auf Normalspur umzubauen. Dabei wurde das Lokgehäuse leicht verbreitert und auf einen neuen Rahmen gebaut. Die Achsfolge wurde dabei von 1'C1' in D geändert, die beiden Laufachsen wurden entfernt und durch eine weitere, mit Kuppelstangen verbundene Treibachse ersetzt. Die Lokomotiven erhielten eine ähnliche Farbgebung wie die Baureihe T21 mit einem bräunlich-roten Anstrich des Lokgehäuses und gelben Linien an den Stirnseiten, die ein V bilden.
Die Lokomotiven wurden in den 1970er Jahren aus dem Verkehr genommen.

## Bereitschaftslokomotiven
Die meisten von ihnen (T23 113, 114, 117–121 und 125–127) wurden vom schwedischen Zentralamt für Eisenbahnwesen Banverket ab 1976/78 als strategische Reserve (Bereitschaftslokomotiven) bis 2003 aufbewahrt und dann teilweise verschrottet oder verkauft. Eine Lok wurde an einen Industriebetrieb verkauft, die restlichen Lokomotiven wurden an Museen und Verbände, sowie an Schrotthändler verkauft. Die letzte aktive Lokomotive war im Rangierdienst in Varberg eingesetzt.

## Erhaltene Lokomotiven
Heute sind Lokomotiven unter anderem bei der Museiföreningen Anten-Gräfsnäs, der Museiförening Uppsala-Lenna Järnväg, dem Grängesbergsbanornas Järnvägsmuseum (T23 126), dem Landeryds Järnvägsmuseum und der Bergslagernas Järnvägssällskap vorhanden. 